# Johann Georg Repsold
Johann Georg Repsold (19 septembre 1770, Wremen - 14 janvier 1830, Hambourg) est un astronome et fabricant d'instruments allemand.

## Biographie
En marge de sa formation scolaire, Repsold bénéficia à Ritzebüttel (près de Cuxhaven) de cours particuliers d'hydraulique, de fabrication d'instruments, de géométrie descriptive et de mathématiques de la part de Reinhard Woltman.
À 19 ans, Repsold prit un emploi de géomètre municipal à Hambourg, qu'il conserva jusqu'en 1795. Promu hydraulicien, il était de fait membre de la commission de la canalisation de l'Elbe. Deux ans plus tard, il était nommé intendant des fontaines (c'est-à-dire chef du service des incendies) et en 1809 intendant général des fontaines de la commune libre de Hambourg. Il consacrait ses loisirs à la mécanique de précision.
En 1799, il fonda une manufacture d'instruments d'astronomie et de géodésie à Hambourg. En adaptant des microscopes aux montures des télescopes, il apporta une amélioration spectaculaire à la détermination de la longueur du méridien. Avec l'aide de ses enfants et neveux, son atelier de mécanique prospéra : la firme A. Repsold & Söhne s'imposa comme l'un des principaux fabricants de lunettes astronomiques et perdura jusqu'à la crise économique de 1919.
En 1802, il entreprend la construction d'un observatoire privé sur l'ancien bastion Albertus, en amont de la jetée Saint-Paul ; mais dès 1812, les Français ordonnent de raser cet observatoire ; Repsold demande à reconstruire son observatoire sur l'ancien bastion Henricus des fortifications de la ville (à l'emplacement de l'actuel Hamburgmuseum), mais ce projet ne recevra l'approbation du conseil municipal que dix ans plus tard, et sera fonctionnel en 1828. Son premier astronome est Christian August Friedrich Peters. En 1833, la ville de Hambourg prend en charge le budget de l'observatoire. En 1808 il se lia d'amitié avec l'astronome royal Heinrich Christian Schumacher, qui allait faire construire en 1821 l'observatoire voisin d'Altona.

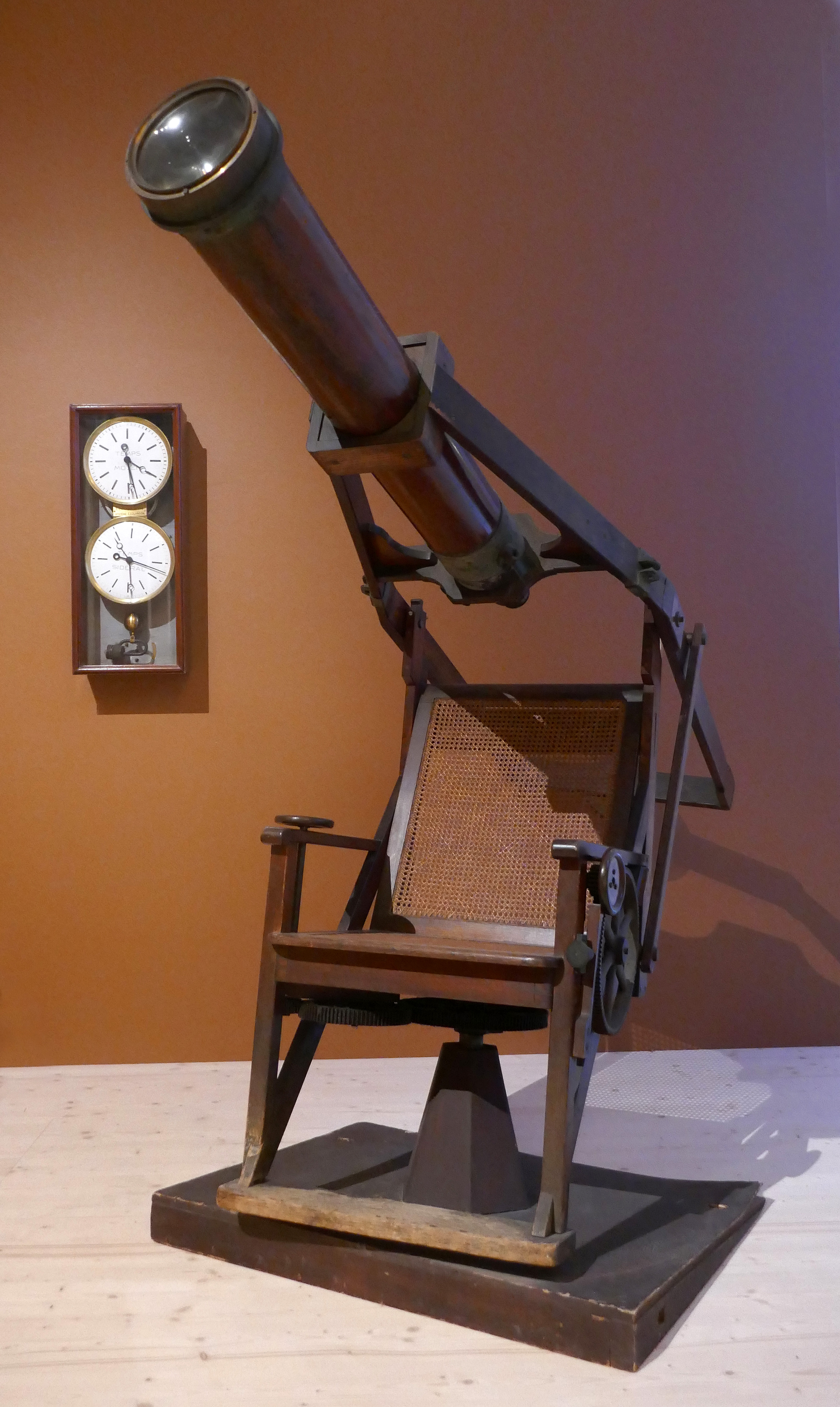
Chercheur de comètes Repsold (Observatoire astronomique de Strasbourg).

Le 14 janvier 1830, il meurt lors d'une intervention sur un incendie : un mur s'effondre sur lui. Ses fils Adolf Repsold et Georg Repsold prennent la direction de la manufacture, et il est remplacé à son poste de directeur par Karl Ludwig Christian Rümker. L'observatoire de Repsold est détruit avec la construction du nouvel observatoire de Hambourg à Bergedorf, en 1909.
Le cratère lunaire Repsold est nommé d'après lui, tout comme l'astéroïde (906) Repsolda.